# Bidarakere, Madhugiri
Bidarakere là một làng thuộc tehsil Madhugiri, huyện Tumkur, bang Karnataka, Ấn Độ.